# Doctor Who (12.ª temporada clássica)
A décima segunda temporada clássica da série de televisão britânica de ficção científica Doctor Who estreou em 28 de dezembro de 1974 com o serial Robot e terminou em 10 de maio de 1975 com Revenge of the Cybermen.
Esta é a primeira temporada a apresentar Tom Baker como a quarta encarnação do Doutor, um alienígena Senhor do Tempo que viaja através do tempo e do espaço em sua TARDIS, que parece ser uma cabine policial britânica do lado de fora. Ele é acompanhado por Sarah Jane Smith (Elisabeth Sladen) e Harry Sullivan (Ian Marter), que se junta ao elenco principal nesta temporada.

## Elenco

### Principal
- Tom Baker como o Quarto Doutor
- Elisabeth Sladen como Sarah Jane Smith
- Ian Marter como Harry Sullivan

Ao produzir a 12ª temporada, era sabido que Jon Pertwee deixaria seu papel como o Terceiro Doctor e que um Quarto Doutor precisaria ser escalado. Tom Baker era um ator desempregado, trabalhando com construção na época.. Baker era um ator de televisão e cinema, tendo partes importantes em vários filmes, incluindo The Vault of Horror (1973) e como o principal antagonista em The Golden Voyage of Sinbad no mesmo ano. Ele escrevera para Bill Slater, o chefe da Seriais na BBC, pedindo trabalho. Slater sugeriu Baker para o produtor de Doctor Who Barry Letts, que procurava preencher o papel. Letts foi o produtor da série desde os primeiros seriais de Pertwee em 1970. Ele tinha visto o trabalho de Baker em The Golden Voyage of Sinbad e o contratou para o papel. Baker continuaria como o Doutor por sete temporadas, mais do que qualquer outro ator a interpretar o personagem.
Elisabeth Sladen renovou seu contrato para interpretar Sarah Jane Smith. Ian Marter se juntou ao elenco como Harry Sullivan. O personagem foi criado antes de Baker ser escalado; houve discussões sobre a contratação de um ator mais velho como o Doutor, então Harry foi criado como um personagem mais jovem para lidar com as cenas de ação.

### Recorrente
- Nicholas Courtney como Brigadeiro Lethbridge-Stewart
- John Levene como Sargento Benton

Nicholas Courtney e John Levene reprisaram seus papéis como Brigadeiro Lethbridge-Stewart e Sargento Benton, respectivamente, no primeiro serial, Robot. Courtney e Levene apareceram primeiramente na série na época do Segundo Doutor, passando também pela era do Terceiro. Ambos os personagens do atores eram membros da organização militar United Nations Intelligence Taskforce (UNIT). Eles, juntamente com Sladen, seriam o elenco de transição a ser realizado do Terceiro Doutor para o Quarto Doutor, embora Robot é a única história da UNIT na décima segunda temporada.

## Seriais
Depois de Robot, todos os seriais desta temporada continuam diretamente um após o outro, traçando uma única viagem problemática da tripulação da TARDIS. Apesar da continuidade, cada serial é considerado sua própria história independente.
A temporada foi inicialmente formatada como a temporada anterior de Pertwee, com três histórias de seis partes e duas histórias de quatro partes. Para este fim, a estrutura inicial compunha da abertura com Robot de quatro partes e Space Station de quatro partes, seguido por três seriais de seis partes - Genesis of Terror (depois renomeado Genesis of the Daleks), Loch Ness e outra história a ser determinada. O editor de roteiros Robert Holmes discutiu com Philip Hinchcliffe a possibilidade de substituir este último por uma história de quatro partes e uma de duas partes, ambas com a mesma equipe de produção.
A estrutura da temporada mais tarde se tornou duas histórias de quatro partes (Robot e um substituto para Space Station, The Ark in Space), o novo serial de duas partes The Destructors (mais tarde intitulado The Sontaran Experiment), Genesis of Terror em seis partes, e uma versão em quatro partes de Loch Ness (mais tarde intitulado Terror of the Zygons e retido para 13.ª temporada). Esta decisão fez de The Sontaran Experiment a primeira história de duas partes desde The Rescue da segunda temporada. Foi também o primeiro a ser filmado inteiramente em estúdio desde a história de abertura de Jon Pertwee, Spearhead from Space, na 7 ª temporada, e o primeiro a ser filmado inteiramente em fita de vídeo em vez de filme de 16 mm., como era habitual para filmagens em estúdio. Como forma de economizar dinheiro, The Ark in Space e Revenge of the Cybermen foram rodados nos mesmos sets.
| História | Serial | Título                                         | Dirigido por      | Escrito por             | Exibição original                                                                                                | Cód. de produção | Audiência no Reino Unido (milhões) | AI         |
| --- | ------ | ---------------------------------------------- | ----------------- | ----------------------- | --- | ---------------- | ---------------------------------- | ---------- |
| 75 | 1      | Robot                                          | Christopher Barry | Terrance Dicks          | 28 de dezembro de 19744 de janeiro de 197511 de janeiro de 197518 de janeiro de 1975                             | 4A               | 10,810,710,19,0                    | 53—51      |
| Um robô gigante rouba os planos de uma arma desintegradora e os códigos de lançamento de armas nucleares. |        |                                                |                   |                         | |                  |                                    |            |
| 76 | 2      | The Ark in Space                               | Rodney Bennett    | Robert Holmes           | 25 de janeiro de 19751 de fevereiro de 19758 de fevereiro de 197515 de fevereiro de 1975                         | 4C               | 9,413,611,210,2                    | —          |
| Milhares de anos no futuro, uma raça alienígena insectóide conhecida como Wirrn pretende absorver os humanos a bordo da Estação Espacial Nerva.                                                                           |        |                                                |                   |                         | |                  |                                    |            |
| 77 | 3      | The Sontaran Experiment                        | Rodney Bennett    | Bob Baker e Dave Martin | 22 de fevereiro de 19751 de março de 1975                                                                        | 4B               | 11,010,5                           | —55        |
| Em uma Terra futura, o major de campo Sontaran Styre faz experimentos com humanos que ele aprisionou lá. |        |                                                |                   |                         | |                  |                                    |            |
| 78 | 4      | Genesis of the Daleks A Origem dos Daleks (BR) | David Maloney     | Terry Nation            | 8 de março de 197515 de março de 197522 de março de 197529 de março de 19755 de abril de 197512 de abril de 1975 | 4E               | 10,710,58,58,89,89,1               | —57—585756 |
| O Doutor, Sarah e Harry são enviados em uma missão para Skaro assim que os Daleks estão sendo criados para tentar mudar sua história para evitar que eles se tornem a raça dominante.                                     |        |                                                |                   |                         | |                  |                                    |            |
| 79 | 5      | Revenge of the Cybermen                        | Michael E. Briant | Gerry Davis             | 19 de abril de 197526 de abril de 19753 de maio de 197510 de maio de 1975                                        | 4D               | 9,58,38,99,4                       | 57—58      |
| O Doutor, Harry e Sarah encontram-se na Estação Espacial Nerva, mas milênios antes, quando era apenas um farol para naves espaciais de chegada e saída, onde uma infecção letal está se espalhando através da tripulação. |        |                                                |                   |                         | |                  |                                    |            |

## Produção
Barry Letts serviu como produtor de Robot, após o qual ele foi sucedido por Philip Hinchcliffe. Robert Holmes substituiu Terrance Dicks como editor de roteiros.
Robot foi escrito por Dicks, que citou King Kong como uma influência para o serial. Dicks incorporou vários elementos familiares da primeira história do Terceiro Doutor, Spearhead from Space (1970), que ajudou a transição da audiência entre os atores. The Ark in Space foi escrito por Robert Holmes a partir de uma história de John Lucarotti que foi considerada inutilizável. Letts e Dicks estavam ansiosos para que Terry Nation voltasse para escrever uma história com os Daleks, mas inicialmente acharam seu roteiro muito parecido com as antigas aventuras dos vilões. Eles sugeriram que ele escrevesse uma história da origem Dalek em vez disso, que se tornou Genesis of the Daleks. No entanto, sob o comando de Hinchcliffe, o serial ganhou um tom mais sombrio.
Os sets de The Ark in Space foram reutilizados para Revenge of the Cybermen. Genesis of the Daleks foi o último serial da temporada a ser filmado, depois de Revenge of the Cybermen. Isso aconteceu em janeiro e fevereiro de 1975.

## Transmissão
A temporada inteira foi transmitida de 28 de dezembro de 1974 a 10 de maio de 1975.
A temporada usa os mesmos títulos de abertura da temporada anterior, embora com o rosto de Baker em vez de Pertwee. No entanto, a sequência do título da Parte Um de The Ark in Space foi tingida de verde como um experimento, mas não foi repetida nos episódios subsequentes.

## Lançamentos caseiros
As histórias foram lançadas em DVD individualmente entre 2002 e 2010. A temporada completa foi lançada em Blu-ray em 2018, e inclui recursos especiais existentes nos lançamentos individuais.
| História | Número e duração dos episódios | Data de lançamento na Região 2/B | Data de lançamento na Região 4/B | Data de lançamento na Região 1/A |
| --- | ------------------------------ | -------------------------------- | -------------------------------- | -------------------------------- |
| Robot | 4 × 25 min.                    | 4 de junho de 2007               | 4 de julho de 2007               | 14 de agosto de 2007             |
| The Ark in Space | 4 × 25 min.                    | 8 de abril de 2002               | 3 de junho de 2002               | 6 de agosto de 2002              |
| The Ark in Space – Special Edition | 4 × 25 min.                    | 25 de fevereiro de 2013          | 27 de fevereiro de 2013          | 12 de março de 2013              |
| The Sontaran Experiment Disponível individualmente ou na caixa Bred for War nas Regiões 2 e 4. Disponível apenas na Região 1.                          | 2 × 25 min.                    | 9 de outubro de 2006             | 7 de dezembro de 2006            | 6 de março de 2007               |
| Genesis of the Daleks Disponível individualmente ou na caixa The Complete Davros Collectionnas Regiões 2 e 4. Disponível apenas na Região 1.           | 6 × 25 min.                    | 10 de abril de 2006              | 4 de maio de 2006                | 6 de junho de 2006               |
| Revenge of the Cybermen Disponível apenas na caixa Cybermen nas Regiões 2 e 4. Disponível apenas individualmente na Região 1.                          | 4 × 25 min.                    | 9 de agosto de 2010              | 7 de outubro de 2010             | 2 de novembro de 2010            |
| Complete Season (Blu-ray) Lançada comos Doctor Who: The Collection – Season 12 na Região B. Lançada como Doctor Who – Tom Baker: Season 1 na Região A. | 20 × 25 min.                   | 2 de julho de 2018               | 1º de agosto de 2018             | 19 de junho de 2018              |

## Romantizações
| História                | Título do romance                          | Autor          | Publicação            |
| ----------------------- | ------------------------------------------ | -------------- | --------------------- |
| Robot                   | Doctor Who and the Giant Robot             | Terrance Dicks | 13 de março de 1975   |
| The Ark in Space        | Doctor Who and the Ark in Space            | Ian Marter     | 21 de abril de 1977   |
| The Sontaran Experiment | Doctor Who and the Sontaran Experiment     | Ian Marter     | 7 de dezembro de 1978 |
| Genesis of the Daleks   | Doctor Who and the Genesis of the Daleks   | Terrance Dicks | 22 de julho de 1976   |
| Revenge of the Cybermen | Doctor Who and the Revenge of the Cybermen | Terrance Dicks | 20 de maio de 1976    |